# إدخال البيانات
إدخال البيانات هو عملية رقمنة البيانات عن طريق إدخالها في نظام كمبيوتر لأغراض التنظيم والإدارة. إنها عملية تعتمد على الأشخاص وهي "واحدة من المهام الأساسية الهامة" اللازمة عندما لا يتوفر إصدار قابل للقراءة الآلية من المعلومات بسهولة للتحليل أو المعالجة المخطط لها بواسطة الكمبيوتر.
في بعض الأحيان، يمكن أن يتضمن إدخال البيانات العمل مع أو إنشاء "معلومات حول المعلومات [التي] يمكن أن تكون قيمتها أكبر من قيمة المعلومات نفسها". ويمكن أن يتضمن أيضًا ملء المعلومات المطلوبة التي يتم بعد ذلك "إدخالها بيانات" مما هو مكتوب في وثيقة البحث، مثل النمو في العناصر المتاحة في فئة معينة.:68 هذا مستوى أعلى من التجريد من البيانات الوصفية، "معلومات حول البيانات".

## الإجراءات
غالبًا ما يتم إدخال البيانات باستخدام لوحة المفاتيح وأحيانًا أيضًا باستخدام الماوس، على الرغم من أن الماسح الضوئي الذي يتم تغذيته يدويًا قد يكون متضمنًا أيضًا.
تاريخيًا، كانت تستخدم أجهزة تفتقر إلى أي قدرات معالجة مسبقة.

### التثقيب بالمفتاح

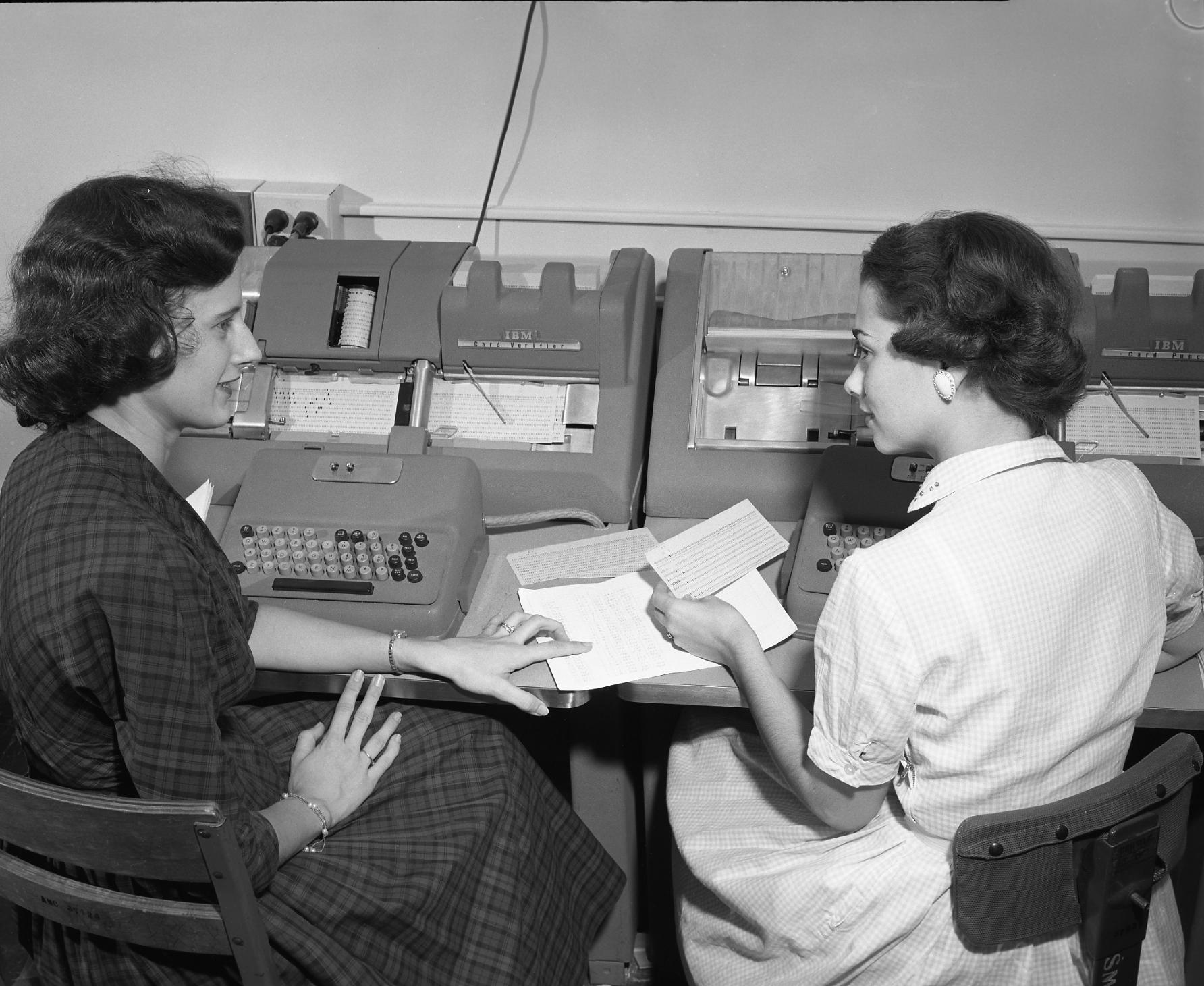
المرأة الموجودة على اليسار تجلس على جهاز التحقق من البطاقات IBM 056؛ وإلى يمينها امرأة تجلس على جهاز التثقيب IBM 026

كان إدخال البيانات باستخدام آلات التثقيب بالمفتاح مرتبطًا بمفهوم المعالجة الدفعية - لم يكن هناك ردود فعل فورية.

### لوحات مفاتيح الكمبيوتر
توفر لوحات مفاتيح الكمبيوتر وإدخال البيانات عبر الإنترنت القدرة على تقديم ملاحظات إلى مدخل بيانات الذي يقوم بالعمل.

#### لوحات المفاتيح الرقمية
أدى إضافة لوحة مفاتيح رقمية إلى لوحات مفاتيح الكمبيوتر إلى إدخال أسرع وغالبًا ما يكون أيضًا أقل عرضة للخطأ للبيانات الرقمية.

#### الفأرة
فتح استخدام الفأرة، عادةً في جهاز كمبيوتر شخصي، خيارًا آخر لإدخال البيانات.

### الشاشات التي تعمل باللمس
قدمت الشاشات التي تعمل باللمس المزيد من الخيارات، بما في ذلك القدرة على الوقوف وإدخال البيانات، خاصة بالنظر إلى "الارتفاع المناسب لسطح العمل عند أداء إدخال البيانات".

## الجداول الحسابية
على الرغم من أن معظم البيانات التي يتم إدخالها في جهاز الكمبيوتر يتم تخزينها في قاعدة بيانات، إلا أن قدرًا كبيرًا منها يتم تخزينه في جدول بيانات. يمكن إرجاع استخدام الجداول الحسابية بدلاً من قواعد البيانات لإدخال البيانات إلى عام 1979 مع تقديم Visicalc، وما يعتبره البعض المكان الخطأ لتخزين البيانات الحسابية لا يزال مستمرًا.
تعتبر عناصر التحكم في التنسيق والتحقق من صحة البيانات المتخصصة من الأسباب التي تم الاستشهاد بها لاستخدام برامج إدخال البيانات الموجهة نحو قاعدة البيانات.

## إدارة البيانات
إن البحث عن ضمان دقة عملية إدخال البيانات يسبق لوحات مفاتيح الكمبيوتر وإدخال البيانات عبر الإنترنت. حتى أن شركة IBM تجاوزت جهاز التحقق من البطاقات 056 الخاص بها وطورت طراز IBM 059 الأكثر هدوءًا.
تتجاوز التقنيات الحديثة مجرد عمليات التحقق من النطاق، خاصة عندما يمكن تقييم البيانات الجديدة باستخدام الاحتمالية حول حدث ما.

### التقييم
في إحدى الدراسات، اختبرت كلية الطب طلابها في السنة الثانية ووجدت أن مهاراتهم في إدخال البيانات - اللازمة إذا كانوا سيجرون أبحاثًا صغيرة غير ممولة كجزء من تدريبهم - كانت أقل مما اعتبرته الكلية مقبولًا، مما يخلق حواجز محتملة.

### الأخطاء
تتضمن الأخطاء الشائعة في إدخال البيانات أخطاء النقل، والبيانات المصنفة بشكل خاطئ، والبيانات المكررة، والبيانات المحذوفة، وهي مشابهة لأخطاء مسك الدفاتر. يمكن أن يساعد تبادل البيانات الإلكترونية (EDI) على تجنب أخطاء إدخال البيانات.